# 1430 Сомалі
1430 Сомалі́ (1430 Somalia) — астероїд головного поясу, відкритий 5 липня 1937 року астрономом Сирилом Джексоном в Республіканській обсерваторії (Йоганнесбург, Південна Африка).
Тіссеранів параметр щодо Юпітера — 3,404.